# FIFA 23
FIFA 23 är ett fotbollsspel utgivet av Electronic Arts. Det är den 30:e och sista utgåvan av FIFA-serien som släpptes den 30 september 2022 till PC, Nintendo Switch, PlayStation 4, PlayStation 5, Xbox One och Xbox Series X/Series S och Google Stadia.
FIFA 23 blev sista upplagan av samarbetet mellan EA och FIFA. Kommande fotbollsspel producerade av EA heter numera EA Sports FC.

## Innehåll

### Cross-play
I FIFA 23 förekommer cross-play till en viss grad. Cross-play är tillgängligt i FIFA Ultimate Team (FUT), Division Rivals (co-op exkluderat), FUT Champions, FUT Ultimate Online Draft, FUT Online Friendlies (co-op exkluderat),  FUT Play a Friend, Online Friendlies, Online Seasons (co-op säsonger exkluderade) och i Virtual Bundesliga. Crossplay är dock begränsat till konsoler som faller inom samma konsolgeneration. Till exempel kan de med PlayStation 4 spela med och mot spelare på Xbox One, men inte PlayStation 5 eller Xbox Series X/S och tvärtom. Pro Clubs kommer inte att stödja cross-play.
Beslutet att utesluta Pro Clubs från cross-play har fått kritik från FIFA-communityt.

### HyperMotion2 och Tekniska dribblingar
Spelet innehåller vad som kallas "HyperMotion2", ett system med maskininlärning från riktiga fotbollsmatcher för att skapa över 6000 animationer i spelet. Tekniska dribblingar använder det som kallas Active Touch-systemet för att förbättra fotbollsspelarens väg till bollen och förbättra spelarens vändningar och dribblingar med mer mottaglighet. Båda systemen är exklusiva för nuvarande versioner (PS5, Xbox Series X/S, Stadia och PC).

### VM-spellägen
FIFA 23 har spellägen för både herr- och dam-VM, som replikerar herrarnas VM i Qatar 2022 och damernas VM 2023.

### Nya FUT-hjältar
I ett exklusivt avtal med Marvel, förekommer nu 21 nya hjältar till den befintliga hjältesamlingen från FIFA 22 och dessa är: Lúcio, Jean-Pierre Papin, Rudi Völler, Diego Forlán, Rafael Márquez, Javier Mascherano, Ricardo Carvalho, Tomas Brolin, Harry Kewell, Yaya Touré, Claudio Marchisio, Landon Donovan, Joan Capdevila, Sidney Govou, Dirk Kuyt, Park Ji-sung, Włodzimierz Smolarek, Saeed Al-Owairan och Peter Crouch.

### Damklubbar
FIFA 23 är den första utgåvan inom FIFA-serien som innehåller damklubbar. Englands FA Women's Super League och den franska division 1 Féminine finns från start, och där fler damligor är planerade att bli tillagda vid ett senare tillfälle. Detta kommer med att Sam Kerr, som spelar för Chelsea FC Women, blir den första kvinnliga fotbollsspelaren att visas på det globala omslaget av spelet.

### Licenser
FIFA 23 innehåller över 30 licensierade ligor, över 100 licensierade arenor, över 700 klubbar och fler än 19 000 spelare. Roma, Atalanta, Lazio och Napoli är inte med i FIFA 23 på grund av deras exklusivitetsavtal med rivaliserande spelet eFootball, och är istället kända som Roma FC, Bergamo Calcio, Latium respektive Napoli FC. Spelet innehåller inte längre lagen i japanska J1 League, på grund av att EA och J.Leagues sexåriga partnerskap går mot sitt slut. Juventus, som under de senaste tre utgåvorna inte funnits med, är återigen med i spelet. Spelet innehåller den fiktiva klubben AFC Richmond och deras stadion Nelson Road från Apple TV+-serien Ted Lasso.
Nya arenor som lagts till i spelet inkluderar Philips Stadion, hemmaplan för PSV Eindhoven, Europa-Park Stadion, hemmaplan för SC Freiburg, Banc of California Stadium, hemmaplan för Los Angeles FC, och Academy Stadium, hemmaplan för Manchester City Women. Juventus Stadium, Juventus hemmaplan, läggs också till, efter att ha varit frånvarande från de senaste spelen på grund av licensproblem. Nottingham Forests stadion, City Ground, kommer att läggas till via en uppdatering längre fram.